# Eurotrans
Eurotrans (European Research Programme for the Transmutation of High Level Nuclear Waste in an Accelerator Driven System) ist ein Forschungsprogramm der Europäischen Kommission zur Entwicklung eines Konzeptes und einer auf diesem beruhenden Machbarkeitsstudie für eine Transmutationsanlage für hochradioaktive Abfälle aus Kernkraftwerken.
Organisatorischer Rahmen ist das Sixth Framework Programme (FP6) der Kommission. Langfristiges Ziel ist die Entwicklung einer industriellen European Transmutation Demonstration (ETD) im großtechnischen Maßstab. An dem Programm beteiligen sich mehr als 31 Partner aus 15 europäischen Ländern und Japan, darunter 16 Universitäten und verschiedene Unternehmen aus dem Nuklearbereich. Federführend ist der Großforschungsbereich des Karlsruher Instituts für Technologie (vormals Forschungszentrum Karlsruhe).
Das Budget des Projekts beträgt mehr als 42 Mio. €, hiervon mindestens 23 Mio. € aus Mitteln der Europäischen Union.